# Combustible nuclear

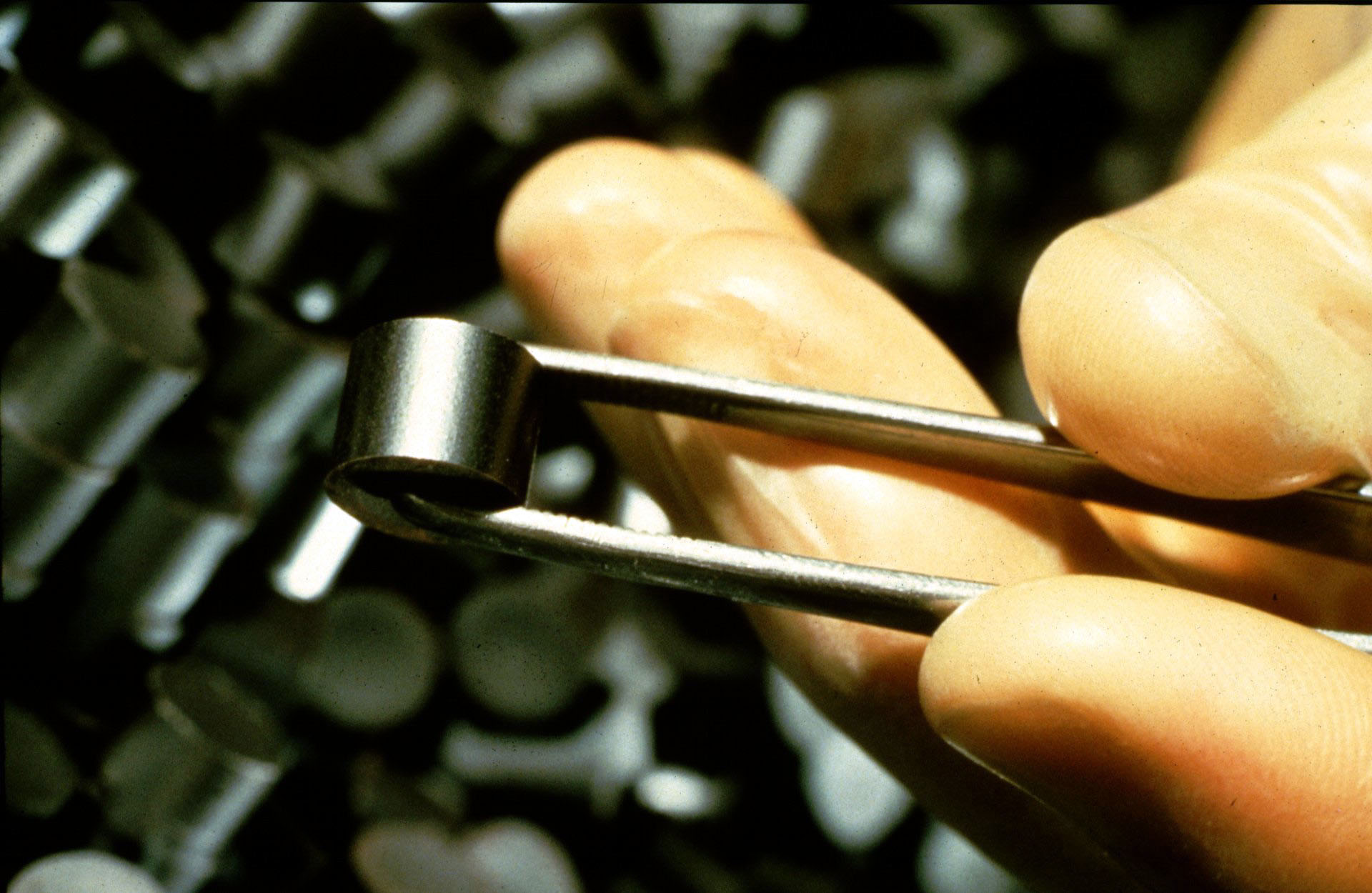
Una pastilla de combustible nuclear, feta amb òxids d'urani

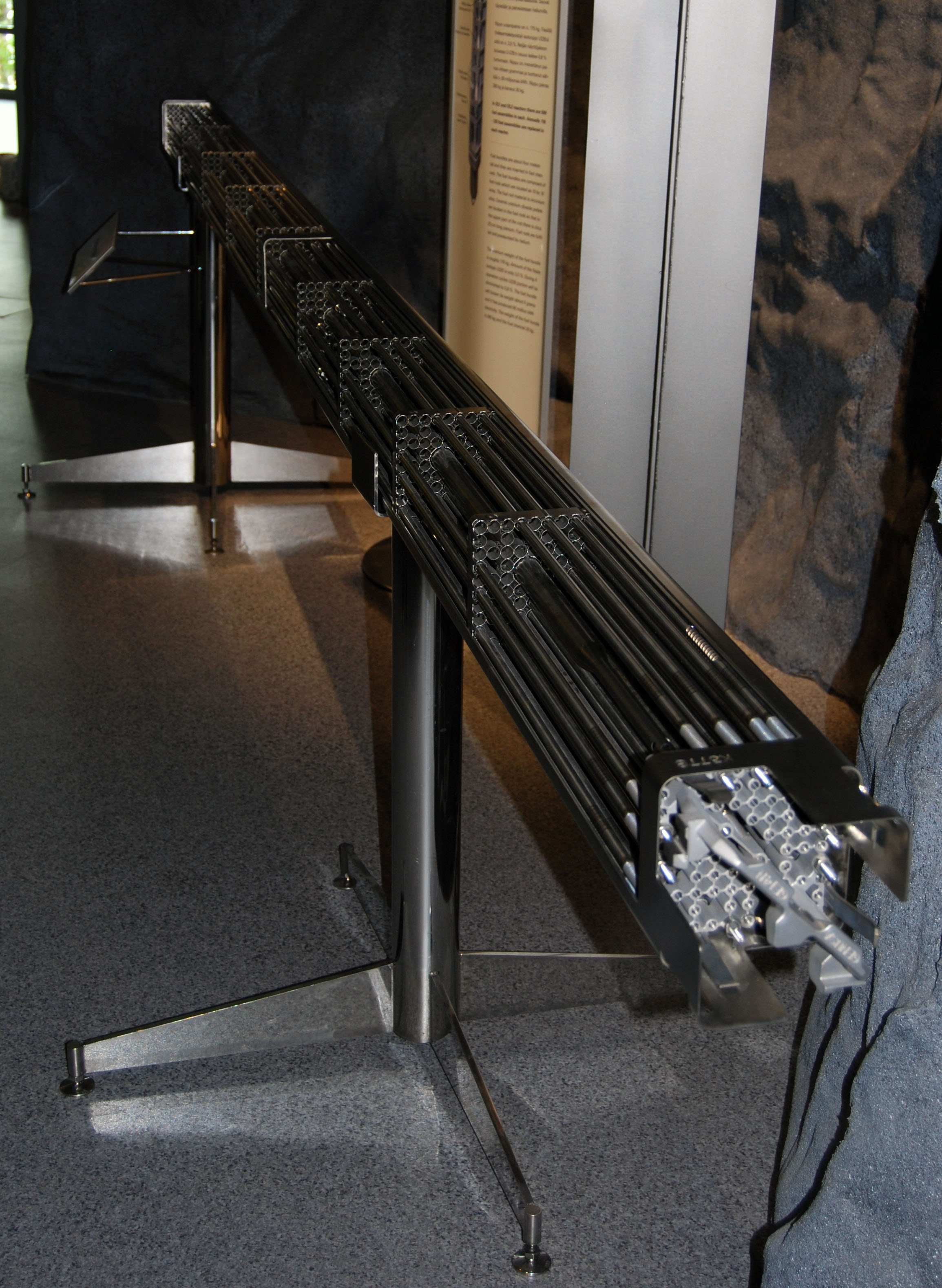
Feix de barres, típicament fetes amb zircaloy, dins de les quals s'apilen les pastilles de combustible. Les barres s'agrupen en feixos anomenats elements de combustible.

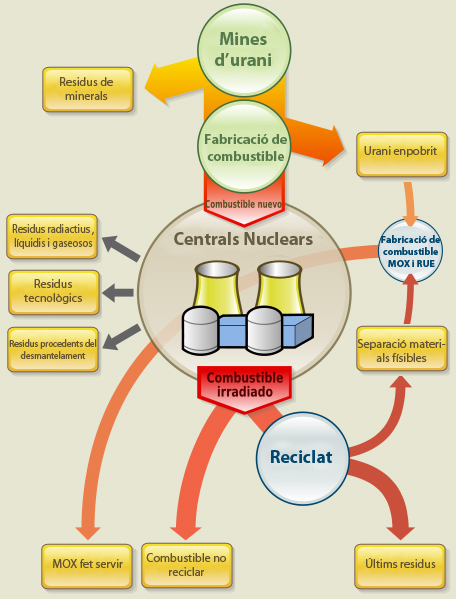
Cicle de vida del combustible nuclear.

El combustible nuclear és el combustible utilitzat en la generació d'energia nuclear. Es tracta principalment d'urani, que pot ser natural o bé enriquit, és a dir urani al qual hom fa que la proporció d'isòtops radioactius sigui major. Amb l'urani "empobrit" resultant d'aquest procés hom pot fer un altre combustible anomenat MOX, que reutilitza aquest residu radioactiu però que és polèmic perquè conté també plutoni.
Altres núclids com ara el  238Pu es fan servir per produir relativament petites quantitats d'energia elèctrica als  generadors termoelèctrics de radioisòtops, en altres tipus de piles atòmiques o com a component minoritari del combustible nuclear MOX. El plutoni presenta però greus problemes de proliferació d'armament nuclear.
Actualment tots els combustibles nuclears són núclids pesants inestables, que es poden fissionar amb relativa facilitat i que són radioactius, per a poder fer reaccions nuclears de fissió en cadena en reactors nuclears de fissió. Teòricament seria possible també fer reaccions nuclears de fusió en cadena, a reactors nuclears de fusió, amb combustibles com per exemple el deuteri o el triti. Tanmateix, a la pràctica això encara no és econòmica ni tècnicament viable i els costosos experiments són per ara força descoratjadors.

## Combustió nuclear
El procés de combustió habitual actualment és la fissió nuclear. El combustible nuclear més comú està format per diòxid d'urani, amb l'235U com a isòtop físsil, i l'238U com a isòtop físsil i majoritari (normalment entorn del 95,5%), i permet generar reaccions en cadena controlades a l'interior dels reactors nuclears de les centrals nuclears, estant també presents en altres aplicacions. Els isòtops utilitzats més habitualment en la fissió són l' 235U i el  239Pu. Un altre tipus de combustible nuclear comercial habitual de més recent introducció és el MOX, que combina diòxid d'urani i de plutoni, essent el 239Pu el principal isòtop físsil en aquest tipus de combustible.

## Obtenció i tractament dels combustibles nuclears
Els processos relacionats amb el combustible nuclear que comprenen la mineria, refinat, purificat, l'enriquiment isotòpic, la seva utilització en la generació d'energia i la seva posterior gestió final com a residus radioactius, conformen, en el seu conjunt, l'anomenat cicle del combustible nuclear.

## Reserves mundials
Els combustibles nuclears, igual que els fòssils, són finits a la Terra i els humans no en poden fabricar, de moment (vegeu Possibles combustibles teòrics de fusió); de manera que es tracta d'una font no renovable i finita, de la qual, un cop acabada, no en podrem gaudir mai més.
Considerant que en 2001 hi havia uns dos milions i mig de tones d'urani natural extraïbles, i que cada any se n'extreu la mateixa quantitat que en 2009, unes 50.600 tones, obtenim un resultat de menys de cinquanta anys a partir de 2001, és a dir de menys de quaranta anys de reserves d'urani disponible a partir de 2011.
El combustible nuclear gastat que s'acumula en forma de residus nuclears, en canvi, que de moment emmagatzemem en piscines d'aigua sense encara saber què fer-ne, romandran radioactius i, per tant, sent molt perillosos, durant milers d'anys.